# Můj muž je Komiksák
Můj muž je Komiksák (v anglickém originále Married to the Blob) je 10. díl 25. řady (celkem 540.) amerického animovaného seriálu Simpsonovi. Scénář napsal Tim Long a díl režíroval Chris Clements. V USA měl premiéru dne 12. ledna 2014 na stanici Fox Broadcasting Company a v Česku byl poprvé vysílán 29. května 2014 na stanici Prima Cool.

## Děj
Bart, Milhouse a Homer se postaví do fronty v obchodě Komiksáka, aby si koupili první číslo komiksu New Radioactive Man. Komiksák zjistí, že jeho konkurent Milo (majitel Coolsville) je nyní ženatý se svou přítelkyní Jahodou. Komiksák se rozpláče a zazpívá si písničku o tom, že je celý život sám. Náhle se Komiksákovi zjeví imaginární Stan Lee a řekne mu, že má další šanci v lásce. Do obchodu vstoupí japonská dívka jménem Kumiko Nakamura a Stan Lee poradí Komiksákovi, aby tuto příležitost nepromarnil. Kumiko je v USA, aby pro svou autobiografickou mangu provedla výzkum nejsmutnějších měst v zemi. Komiksák ji pozve na rande a pak požádá Homera o radu ohledně randění, protože Homer je jediný tlustý muž v okolí, který je ženatý s atraktivní ženou. Během rande Marge radí Komiksákovi, aby nebyl sám sebou, ale Kumiko se ve skutečnosti líbí Komiksákova reálná osobnost. 
Komiksák pokračuje v randění s Kumiko a nastěhuje ji do sklepa svého obchodu. Při předávání dárku pro Kumiko a Komiksáka potká Homer před obchodem otce Kumiko. Homer mu řekne o tom, že Komiksák je obézní šprt, což přiměje pana Nakamuru, aby se proti jejich vztahu ohradil a Kumiko odvedl. Marge řekne Homerovi, aby vše napravil, a tak Homer vezme pana Nakamuru do japonského baru. Oba vypijí habushu (hadí rýžové víno), neuvěřitelně silnou formu rýžového vína (a Homer vypije něco, o čem si myslí, že to bylo rybí víno, zatímco ve skutečnosti to bylo akvárium v restauraci), a v opilosti se potácí domů, kde se město promění v říši divů podle filmů studia Ghibli. Pan Nakamura se dozví, že zákazem vztahu připravuje Kumiko o život. 
Komiksák se snaží na pana Nakamuru zapůsobit tím, že si najde skutečnou práci s využitím svého dosud nezmíněného titulu chemického inženýra. Pan Nakamura mu řekne, že si nemusí shánět skutečnou práci, protože už má Komiksáka rád takového, jaký je. Epizoda končí svatbou Komiksáka a Kumiko, kterou uzavírá Stan Lee v Komiksákově obchodě.

## Přijetí
Epizoda se setkala s pozitivním hodnocením kritiků, sledovalo ji 4,83 milionu diváků a rating ve věkové skupině 18–49 byl 2,2.
Dennis Perkins z The A.V. Clubu udělil dílu známku B− a řekl: „Nechci být na tuto epizodu příliš přísný. Vždycky je slibné, když seriál zkouší něco nového, i když se nakonec ukáže, že ne všechny experimenty vyjdou. A i když nemohu říct, že bych se dožadoval, aby se Komiksák dostal do pravidelné rotace Simpsonových, závěr byl dojemným příkladem přeobsazení hlášek.“.
Tony Sokol z Den of Geek dal epizodě 3,5 z 5, což signalizuje průměrné hodnocení: „Pokud chcete vědět, jestli je to dobrá epizoda, odpověděl bych důrazně: tak trochu. Spousta dílů Simpsonových, které se zaměřují na vedlejší postavy, není tak svěží jako ty, jež se soustředí na rodinu, ale díl trpí jen proto, že se nachází uprostřed obzvlášť dobré sezóny.“.
Teresa Lopezová z TV Fanatic udělila epizodě známku 3 z 5: „Nejlepší díl vůbec? Ne tak docela, ale celkem jsem si užila všechny ty komiksové, sci-fi a různé popkulturní odkazy.“. Poté se pozitivně vyjádřila o hostech v epizodě: „S vystoupením Stana Leeho a Harlana Ellisona a romancí rozkvétající na stránkách manga komiksu Kumiko byl příběh sladce a zábavně vyprávěn. Kumikin obdiv k chrapláku Komiksáka dokonale odráží důvod, proč většina fanoušků Simpsonových Komiksáka miluje. Navíc pasáž s halucinacemi byla krásně animovanou poctou režisérovi anime Hayaovi Miyazakimu.“.
Christian Allaire z deníku The National Post si také všiml halucinační scény a označil ji za „okouzlující poctu animátorovi Hayaovi Miyazakimu“.
Díl získal hodnocení 2,2 a sledovalo jej celkem 4,83 milionu lidí, což z něj činí druhý nejsledovanější pořad bloku Animation Domination.